# Âm mưu cuối cùng
Âm mưu cuối cùng (tựa gốc: Welcome to the Punch) là một bộ phim hành động giật gân của Anh Quốc đạo diễn bởi Eran Creevy, kịch bản phim được bầu chọn ở vị trí thứ ba trong Brit-list, một danh sách kịch bản phim chưa ra mắt của ngành công nghiệp. Phim có sự tham gia của James McAvoy, Mark Strong và Andrea Riseborough.